# Bonifác
Bonifác je mužské křestní jméno latinského původu, odvozené z výrazu „homo boni fati“, tj. „muž dobrého osudu/původu“. V ČR slaví svátek 14. května. V lidové pranostice je označován jako třetí ze tří „zmrzlých/ledových mužů“, a to po Pankráci a Serváci. Českou obdobou jsou jména Dobromír nebo Dobromil.

## Statistické údaje
Následující tabulka uvádí četnost jména v ČR a pořadí mezi mužskými jmény ve srovnání dvou roků, pro které jsou dostupné údaje MV ČR – lze z ní tedy vysledovat trend v užívání tohoto jména:
| Rok       | Četnost  | Pořadí    |
| 1999      | 14       | 835.      |
| 2002      | 13       | 874.      |
| Porovnání | o 1 méně | o 39 hůře |
| 2006      | 16       | 1464.     |
| 2013      | 41       | 1544.     |

Dříve raritním jménem je od počátku 21. století každý rok pojmenováno několik novorozenců a celkový počet nositelů plynule stoupá.

## Bonifác v jiných jazycích
- Slovensky, maďarsky: Bonifác
- Polsky: Bonifacy
- Rusky: Bonifacij
- Srbocharvátsky: Bonifac nebo Bonifacij
- Italsky, španělsky: Bonifacio
- Francouzsky, anglicky: Boniface
- Nizozemsky: Bonifatius
- Německy: Bonifaz
- Latinsky: Bonifacius

## Známí nositelé jména
- Bonifatius – římský vojevůdce 5. století, odpůrce Aetiův
- Bonifác (672–754) – anglosaský misionář zvaný apoštol Německa
- Svatý Bonifác z Bruselu (1181–1260) – biskup v Lausanne (1231-1239)

Bonifác je poměrně oblíbené jméno papežů:
- Bonifác I. (418 - 422)
- Bonifác II.
- Bonifác III.
- Bonifác IV.
- Bonifác V.
- Bonifác VI.
- Bonifác VII. - dnes oficiálně považovaný za vzdoropapeže
- Bonifác VIII.
- Bonifác IX. (+ 1404)